# Radoslav, dukljanski knez
Radoslav (crnogorski: Радослав) bio je dukljanski knez iz dinastije Vojislavljevića, vladao ostatkom Dukljanskoga kraljevstva od 1142. do oko 1163. godine.
Bio je najstariji sin Gradihne, posljednjeg dukljanskog kralja. 
Po smrti oca, Radoslav je na prijestolju postavljen uz suglasnost bizantskoga cara Manuela (Manojla) I. Komnena, no ne kao kralj, no kao knez - što bjelodano svjedoči o njegovom vazalnom odnosu spram Bizanta.
Ljetopis popa Dukljanina o tome izvješćuje (citat je prijevod na crnogorski):
S braćom Jovanom i Vladimirom pokušao je Radoslav se suprotstaviti svojim unutarnjim prosrpski orijentiranim neprijateljima i organizirati oružani otpor napadima koje je poticao srpski župan Uroš II. Primislav (vladao Raškom 1145. – 1162.), te njegov brat Desa (srpski župan 1162. – 1165.). 
No, Radoslav nije uspio spriječiti potpuno dezintegriranje dukljanske države.
Na prijestolju ga je po njegovoj smrti 1163. naslijedio sin Mihailo III.